# Manuel Gutiérrez de la Concha e Irigoyen
Manuel Gutiérrez de la Concha e Irigoyen conegut pel seu títol nobiliari de marquès del Duero (Còrdova del Tucumán, Virregnat del Riu de la Plata, actual Argentina, 3 d'abril de 1808-Monte Muro, Navarra, 27 de juny de 1874) va ser un militar i polític espanyol de tendència liberal-moderada, notable pel seu combat contra les insurreccions carlistes.

## Biografia
Manuel de la Concha va néixer en l'actual Argentina, fill de Petra Irigoyen i de Juan Gutiérrez de la Concha y Mazón, brigadier de marina i llavors governador intendent de la província de Tucumán. El seu pare va morir afusellat durant les lluites que van seguir la Revolució de Maig de 1810, rebent en 1864 honres fúnebres al Panteó de Marins Il·lustres de San Fernando (Cadis). Després de la mort del pare, en 1814, la família va fixar la seva residència a Espanya, on Manuel de la Concha va fer els seus estudis preparatoris. Va ingressar en la Guàrdia Reial com a cadet en 1820, va ascendir a alferes en 1825 i a tinent en 1832.
Es va adherir al liberalisme, la qual cosa li va valer alguns mesos de presó abans de la mort de Ferran VII. Havent-se desencadenat la Primera Guerra Carlista, es va unir a la causa d'Isabel II i va ser destinat a l'exèrcit del Nord, distingint-se en les accions de Durango, Altsasu i Zúñiga, per les quals va obtenir la Creu Llorejada de Sant Ferran. El 6 d'abril de 1836 va ser ascendit, rebent el seu primer comandament per valentia demostrada en combat. Va seguir sent ascendit, aconseguint el grau de tinent coronel després de la conquesta d'Urrieta, en la qual es va distingir en gran manera. En la batalla de Belascoain va merèixer una segona creu de Sant Ferran i l'ascens a coronel. Va ser ascendit a mariscal de camp en 1840. Va participar llavors en la campanyes d'Arroniz, en les quals va merèixer una tercera creu de Sant Ferran. Havent-se adherit al partit moderat, llavors va ser nomenat comandant general de les províncies de Guadalajara i Conca en 1841.

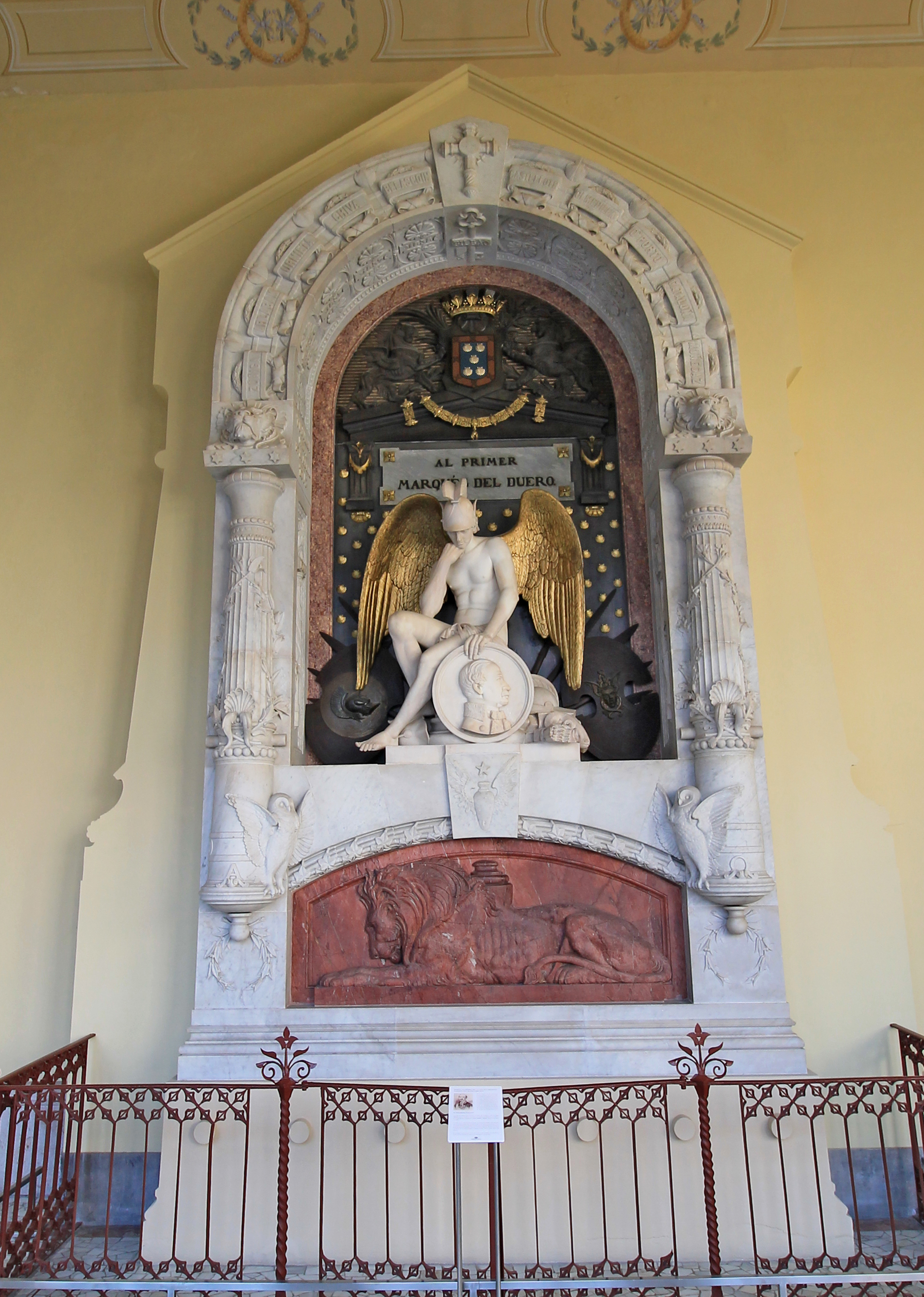
Mausoleu del Marquès del Duero en el Panteó d'Homes Il·lustres de Madrid.

A l'octubre d'aquest any va participar, amb Diego de León y Navarrete i altres militars i polítics moderats, en la temptativa fallida de derrocar la regència d'Espartero, raó per la qual va haver d'exiliar-se a Florència. En l'estiu de 1843 va contribuir activament a la caiguda d'Espartero, provocada per Narváez, la qual cosa li va valer la promoció a tinent general. Va ser llavors nomenat inspector general d'Infanteria pels moderats, llavors en el poder, i després capità general de Castella la Vella.

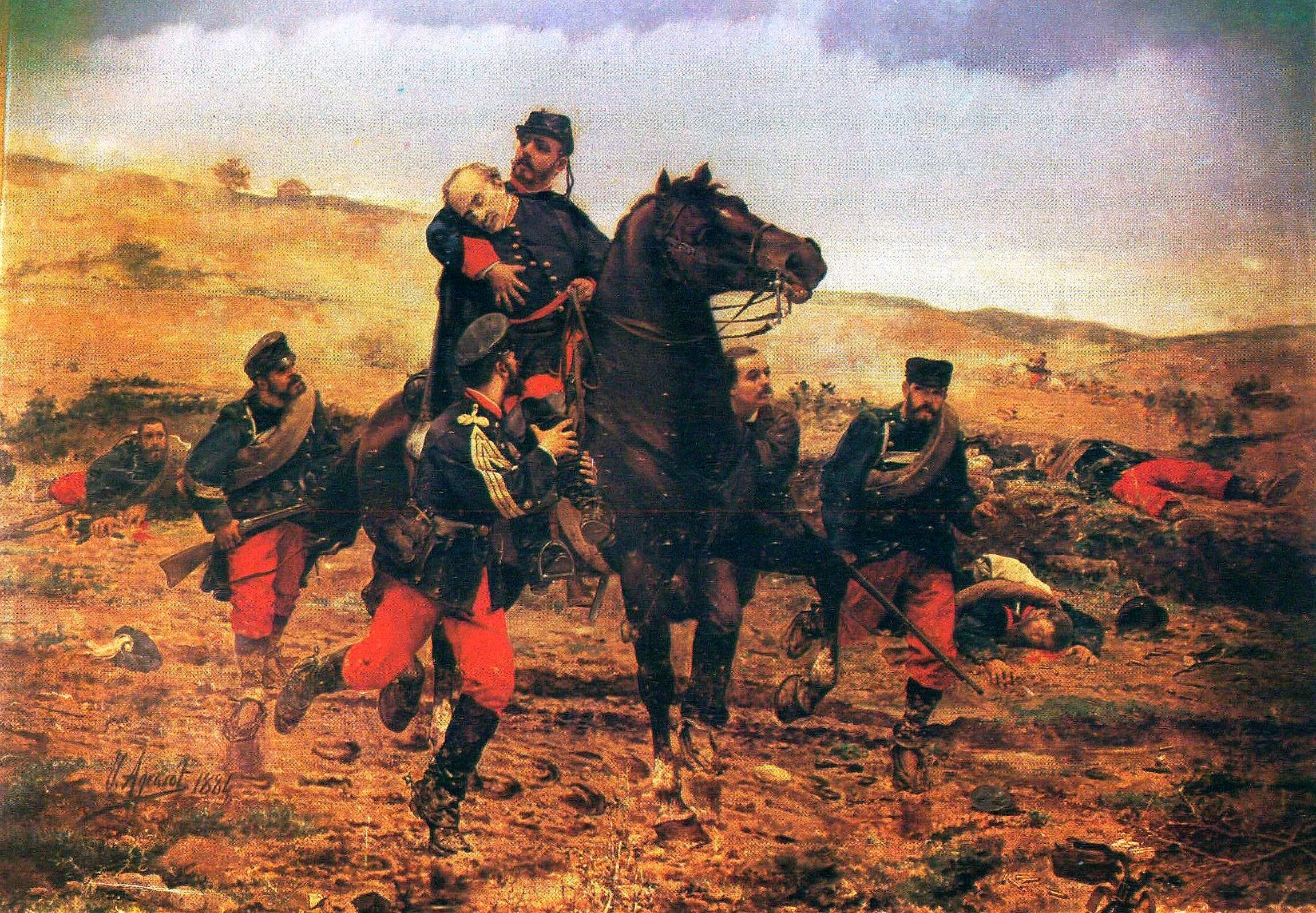
Mort del Marquès del Duero, per Joaquim Agrasot Juan, pintura de 1884.

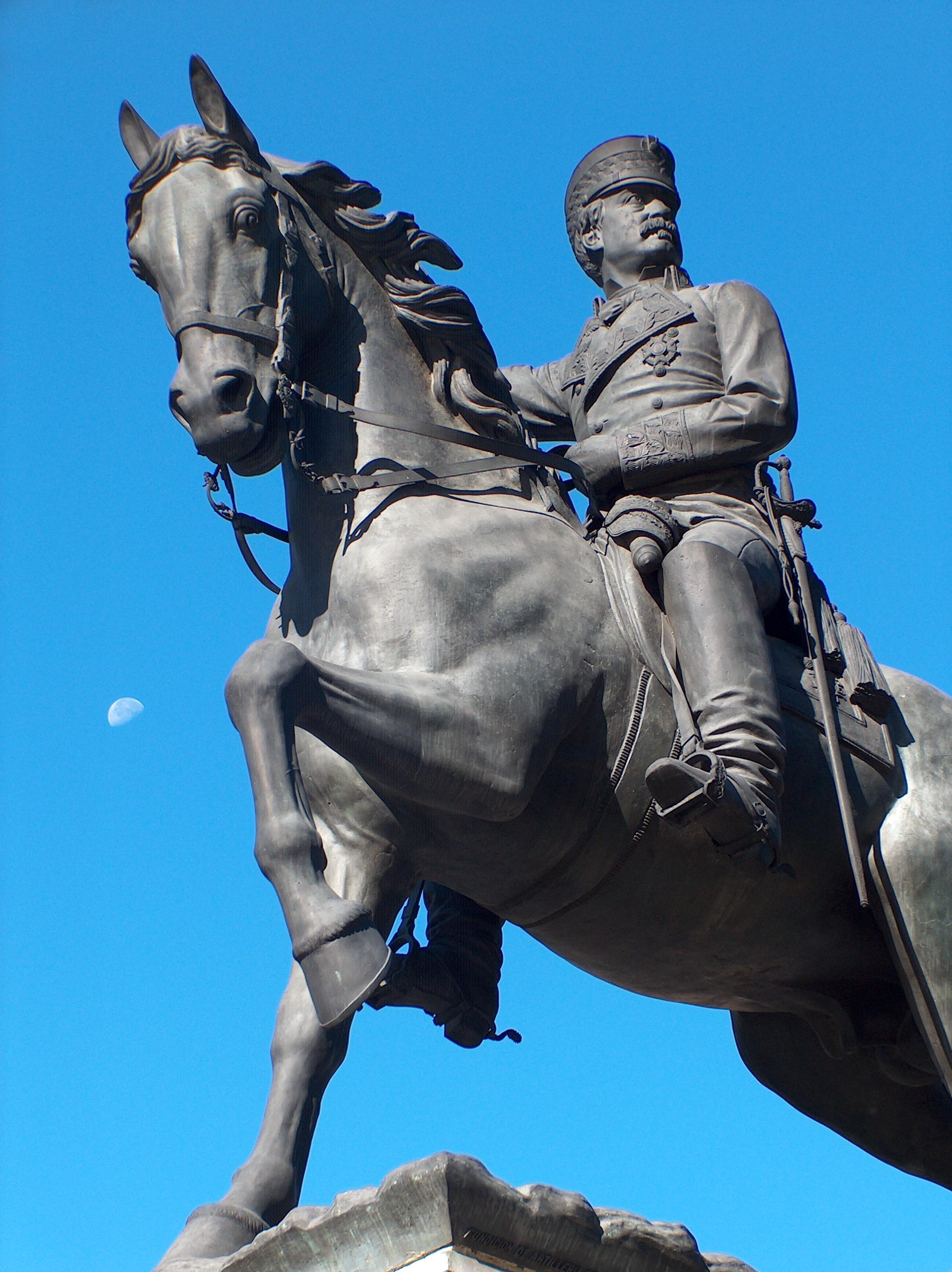
Estàtua eqüestre en Madrid.

En 1847 va rebre ordre d'encapçalar una expedició a Portugal per ajudar a mantenir el govern de la reina Maria II de Portugal, seguint les directrius de la Quàdruple Aliança. Després d'haver vençut el 30 de juny de 1847 a les forces setembristes manades pel general Francisco Xavier da Silva Pereira, primer comte das Antas, va aconseguir restablir per la força l'autoritat de la sobirana portuguesa a la ciutat de Porto. Per aquest fet va rebre distincions honorífiques tant a Portugal com a Espanya, destacant el marquesat del Duero, amb Grandesa d'Espanya de primera classe.
Va ser nomenat capità general de Catalunya, posant fi en 1849 a la revolta dels matiners en l'àmbit de la Segona Guerra Carlina. Va col·laborar amb el general Leopoldo O'Donnell durant el Bienni Progressista, ocupant, entre altres càrrecs, els de capità general de Catalunya, diputat a Corts i president de la Junta Consultiva de Guerra. Va ser capità general de les Dues Castelles durant el govern de la Unió Liberal, i en la dècada de 1860 va ser president del Senat durant cinc legislatures consecutives.
Malgrat ser ja sexagenari, a petició del general Serrano va tornar a l'activitat militar i política en 1872, convertint-se en un dels més ferms partidaris d'Alfons XII d'Espanya. La seva gran capacitat i prestigi militar van fer que fos considerat el millor estrateg del segle xix espanyol, la qual cosa va portar al fet que el govern de la Primera República en 1874 li lliurés el comandament del Tercer Cos de l'Exèrcit del Nord, una unitat crucial per a la defensa del règim. En els tres mesos durant els quals va estar al comandament del front carlista del Nord va aconseguir victòries de gran ressonància i significat, amb especial relleu en l'alliberament de Bilbao, al maig.
En els preliminars de l'atac a Estella, la capital simbòlica dels carlistes, una bala li va travessar el pit durant la batalla de Monte Muro, prop del poble d'Abárzuza, a la tarda del 27 de juny de 1874.
Va ser l'autor d'un Proyecto de táctica de las Tres Armas, obra considerada de gran vàlua tècnica el seu temps i que ha estat reeditada recentment pel Ministeri de Defensa.